# Zona neutral Iraq-Aràbia Saudita

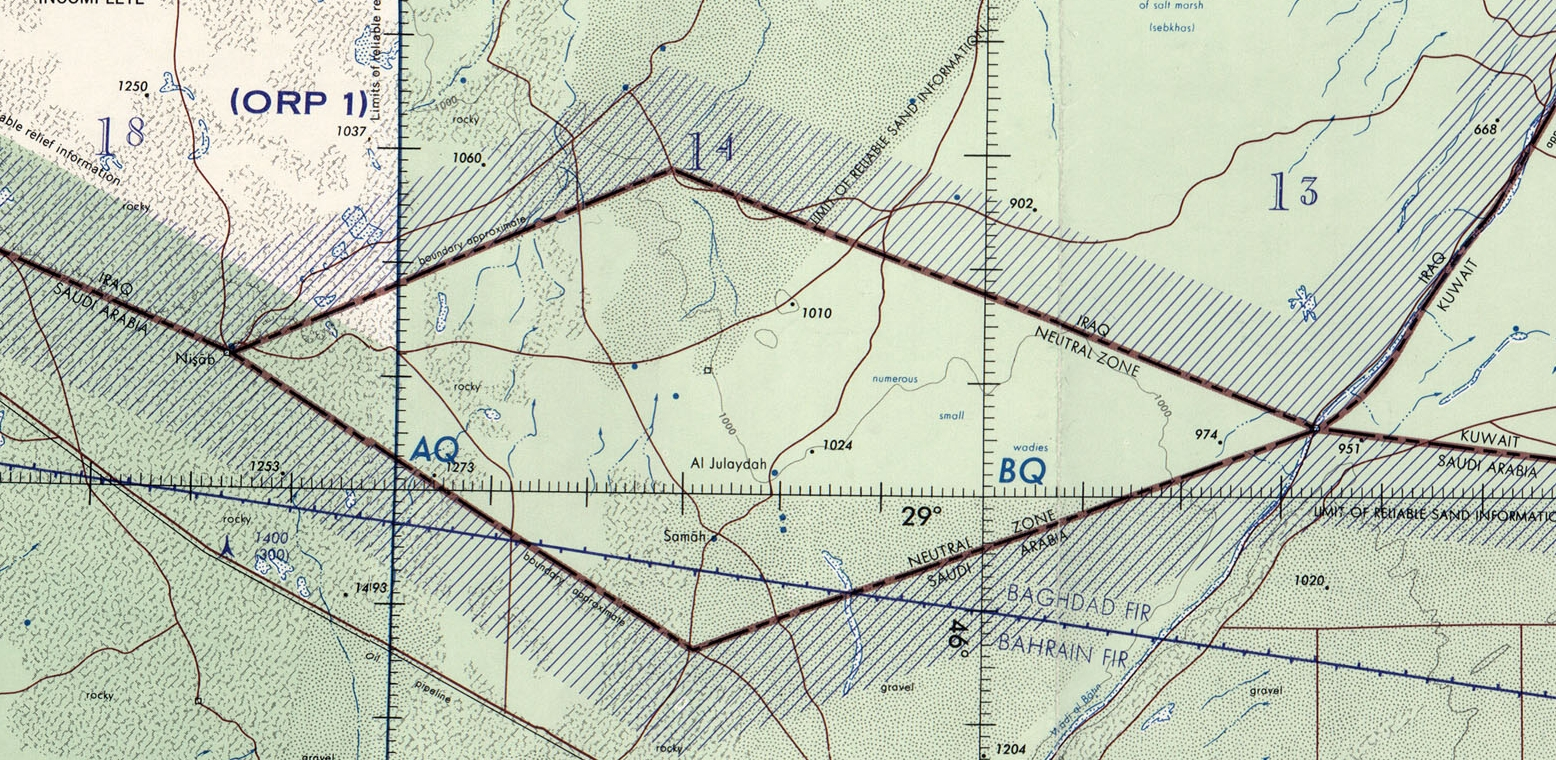
Mapa detallat

La zona neutral Iraq-Aràbia Saudita (inicialment Zona neutral Iraq-Nedjd fins al 1932) fou un territori sense població i de sobirania comuna de l'Iraq i el Najd i després Aràbia Saudita. La superfície era de 7.044 km².

## Constitució de les zones neutrals
Després d'alguns incidents a la frontera entre Iraq i Nedj, la Gran Bretanya, com a potència que exercia el mandat sobre Iraq, va proposar un tractat per definir les fronteres i evitar futurs incidents i les parts es van reunir a Muhammara i van signar un acord el 4 de maig de 1922, però el sultà Ibn Saud va refusar la seva ratificació al·legant que els seus delegats havien sobrepassat les seves instruccions.
La conferència entre Abd-al-Aziz ibn Saüd i els britànics a al-Ukayr el 2 de desembre de 1922 va portar finalment a un protocol annex (conegut com a Tractat d'al-Ukayr) que establia les fronteres entre Iraq i el Nedjd de manera que fos acceptable pel sultà saudita. Al mateix temps es va establir un acord que definia les fronteres entre Kuwait i el Nedjd. D'aquest protocol van néixer la zona neutral Iraq-Aràbia Saudita i la Zona neutral Kuwait-Aràbia Saudita en la que els governs interessats tenien idèntics drets; es tractava d'establir unes zones comunes però sense població permanent on els nòmades i el bestiar podien creuar sense trobar fronteres com havien fet des de feia segles. No obstant la imprecisió del traçat va fer que durant deu anys encara hi hagués diversos incidents.

## Incidents armats de 1927-1929
El 1927 es va produir un greu incident a la zona neutral Iraq-Nedj: els iraquians volien construir una estació de policia a la vora de la zona neutral, al pou de Busayya, i el tractat d'al-Ukayr establia que no es podien edificar construccions fortificades a la vora de la zona; una estació de policia era dubtós que fos una fortificació, però els militars saudites, els ikhwan, molt radicalitzats, ho van considerar una violació del tractat.
El cap dels ikhwan i de la tribu Mutayr, Faysal al-Dawish va decidir atacar l'estació a la nit i va expulsar a la guarnició iraquiana; van seguir altres incidents i els Mutayr refusaven les ordes que enviava el rei Ibn Saud. Els britànics van respondres amb un bombardeig sobre Nedjd. El març de 1928 Ibn Humayd, un altre cap Ikhwan i de la tribu Utayba, es va sumar a al-Dawish cridant als ikhwan a assaltar als infidels de l'Iraq.
Ibn Saud va iniciar converses amb els britànics i els ikhwan es van aturar (abril 1928). Les converses es van fer a Jiddah (maig) però no van trobar solució; van continuar fins a l'agost i finalment es van donar per acabades sense resultat. Inicents menors es van seguir produint fins al 1929.

## Supressió de la zona neutral
La delimitació de la zona sobre lel terreny es va acabar el 1975 i el 1981 Iraq i Aràbia Saudita van establir la frontera entre ambdós que suprimia la zona neutral. Però per raons desconegudes l'acord no fou comunitat a l'ONU i el canvi no fou conegut per la comunitat internacional i els mapes no podien fixar la nova frontera amb precisió. Poc abans de la Primera Guerra del Golf del 1991, Iraq va cancel·lar els seus acords internacionals amb Aràbia Saudita posteriors al 1968. Aràbia Saudita va registrar llavors tots els acords fronterers signats amb Iraq a l'ONU el juny de 1991, el que va posar final jurídic a l'existència de la zona.